# 摩根·斯帕克斯
摩根·斯帕克斯（1916年7月6日—2008年5月3日）是一位美国物理化学家和工程师，工作于桑迪亚国家实验室，知名于在1951年发明了双极性晶体管。